# Pseudomyrmex solisi
Pseudomyrmex solisi is een mierensoort uit de onderfamilie van de Pseudomyrmecinae. De wetenschappelijke naam van de soort is voor het eerst geldig gepubliceerd in 1916 door Santschi.